# Aiel
De Aiel is een fictef volk uit de boekenreeks het Rad des Tijds door Robert Jordan.

## Oorsprong van de Aiel.
Lang geleden, in de Eeuw der Legenden en tijdens de Oorlog van de Schaduw, waren de Aiel via het Convenant aan de Aes Sedai gebonden. Toen de Tijd van Waanzin begon waarin krankzinnige mannelijke Aes Sedai de wereld braken werden de Aiel met ter'angrealen en kennis over de Eeuw der Legenden uit de grote steden zoals Paaran Disen weggezonden om een veilige plek te vinden. Ze slaagde hier niet in en verbraken tijdens de Tijd van Waanzin het Convenant om zich tegen rovers te beschermen: ze namen de wapens op en vormde een strijdvolk.
Toch bleven ze nog trouw aan enkele oude eden: ze droegen geen zwaarden en de Jen Aiel bouwde de stad Rhuidean, waar de Wijzen en de stamhoofden van de twaalf stammen der Aiel de ware oorsprong van hun volk leerden kennen.
De twaalf Aielstammen zijn Chareen, Codarra, Daryne, Goshien, Miagoma, Nakai, Reyn, Shaarad, Shaido, Shianda, Taardad en de Tomanelle.
De krijgsgenootschappen zijn de:
- Aethan Dor (Roodschilden)
- Cor Darei (Nachtsperen)
- Duadhe Mahdi'in (Waterzoekers)
- Far Aldazar Din (Broeders van de Adelaar)
- Far Dareis Mai (Maagden van de Speer)
- Hama N'dore (Bergdansers)
- Rahien Sorei (Dageraadlopers)
- Seia Doon (Zwartogen)
- Shae'en M'taal (Steenhonden)
- Sha'mad Conde (Donderlopers)
- Sovin Nai (Meshanden)
- Tain Shari (Zuiverbloedigen).
- Mera'din (Broederlozen).

Leden van een krijgsgenootschap vechten nooit onderling, zelfs niet bij een bloedvete tussen hun stammen.

## Stammen
De Aiel zijn onderling verdeeld in stammen, die weer verder worden verdeeld in sibben. Elke stam en sibbe hebben een stam- of sibbeleider. Als er een nieuwe leider moet gekozen worden gaat de kandidaat-leider naar Rhuidean om getekend te worden als leider. Verschillende stammen hebben bloedvetes met elkaar, maar ze zullen deze niet toepassen als ze in hetzelfde krijgsgenootschap zitten.

### Chareen
enkele Chareen: Enaila (speervrouw)

### Codarra
enkele Codarra: Indirian (stamhoofd)

### Daryne
enkele Daryne: Mandelain (stamhoofd)

### Goshien
Een van de stammen die Hij die komt met de dageraad volgen.
enkele Goshien: Bael (stamhoofd), Dorindha (dakvrouwe), Melaine (wijze)

### Miagoma
Een van de stammen die eerst afwacht voor ze Hij die komt met de dageraad volgen.
enkele Miagoma: Timolan (stamhoofd)

### Nakai
enkele Nakai: Bruan (stamhoofd), Jolin (speervrouwe)

### Reyn
enkele Reyn: Dhearic (stamhoofd)

### Shaarad
Een van de stammen die Hij die komt met de dageraad volgen.
enkele Shaarad: Jheran (stamhoofd), Bair (wijze)

### Shaido
De Shaido, en hun zogezegde leider Couladin, zijn de enige stam die weigeren om Rhand Altor te erkennen als Hij die komt met de Dageraad, ook wel de car'a'carn (hoofd der hoofden)genoemd.
Daarom plunderen ze Cairhien, en als ze daar door Rhand Altor verdreven worden, trekken ze plunderend verder, tot ze door een truc van Moridin verspreid in Geldan belanden, waar ze de vrouw van Perijn Aybara, Faile Bashere, ontvoeren, en zich weer bijeenrapen tot een enorm leger. Ze worden uiteindelijk verslagen door Perijn Aybara en zijn Seanchaanse bondgenoten toen die zijn vrouw kwam redden.
Meer als tweehonderd Wijzen van de Shaido werden door de Seanchanen meegenomen en beteugeld tot damane omdat ze de Ene Kracht konden geleiden.
Thereva bracht de restanten van de Shaido samen en voerden hen terug naar de Aielwoestenij.
enkele Shaido: Suladric (stamhoofd), Couladin (zwartoog), Sevanna (dakvrouwe), Melindhra (speervrouwe), Thereva (Wijze die tegen Sevanna samenspant), Desaine (vermoorde Wijze)

### Shiande
enkele Shiande: Janwin (stamhoofd)

### Taardad
Het stamhoofd van de Taardad ving Rhand Altor op toen hij nog maar net in de woestijn kwam. Hij was ook degene die hem vond in de Steen van Tyr. Zij bleven de reisgezellen van Rhand Altor, de Car'a'carn
enkele Taardad:  Rhuarc (stamhoofd), Amys (wijze), Lian (dakvrouwe), Heirn (sibbehoofd), Aviendha (wijze in opleiding)

### Tomanelle
enkele Tomanelle: Han (stamhoofd), Maira (speervrouwe),

### Jenn
De stam die niet is, de Jenn hebben destijds Rhuidean gebouwd. Ondertussen zijn ze allemaal verdwenen.

## Ji'e'toh
Misschien het belangrijkste uit een Aielleven is Ji'e'toh. Dat is de Oude Spraak voor Eer en Verplichting. Een reeks ingewikkelde gedragsregels die bepalen hoe een Aiel eervol moet leven. Het ergste dat kan gebeuren is dat iemand iets oneervol tegenover iemand anders doet, dan heeft deze persoon Toh (verplichting) tegenover de ander.
Een goed voorbeeld hiervan zijn Gai'shain. Dit zijn Aiel die in de strijd gevangen worden genomen en hun overwinnaar voor een jaar en een dag nederig dienen zonder een wapen aan te raken of geweld te gebruiken. De Aiel doen dit doorgaans zonder morren, maar moest het gebeuren dat iemand dit weigert te doen is, neemt een eerstebroeder of eerstezuster deze rol over. Wijzen, smeden, kinderen en zwangere vrouwen kunnen geen Gai'shain gemaakt worden.

## Aieloorlog
Toen koning Laman van Cairhien de boom Avendesora omhakte om er een troon van te maken (Lamans zonde), verlieten vier Aielstammen de woestenij. De loot van de boom was immers een geschenk van de Aiel geweest en gaf de Cairhienin toegang tot een handelsroute tot aan Shara aan de andere kant van de woestenij. De Aiel waren gekrenkt in hun eer en begonnen de zogenaamde Aieloorlogen. Tussen 976 en 978 trokken vier Aielstammen over de Rug van de Wereld en plunderden en brandstichtten vele gebieden van het koninkrijk Cairhien. De strijd breidde zich uit naar de nabije koninkrijken Tyr en Andor. Volgens de overlevering werden de Aielstammen bij Tar Valon in de slag van de glanzende muren verslagen. Omdat Laman in deze veldslag werd gedood hadden de Aiel hun doel bereikt en keerden ze terug naar de woestenij.

## Car'a'carn
Tijdens de boekenserie worden de twaalf stammen door de Herrezen Draak - voor de Aiel "Hij die komt met de Dageraad" -, Rhand Altor, samengesmeed. Rhand is de Car'a'carn (Hoofd der Hoofden), de heer van alle Aielstammen. Ondanks dat de Shaido onder Couladin optrekken tegen hem worden zij bij de stad Cairhien verslagen. Rhand onthuld echter in de veste Alcair Dal de ware oorsprong van de Aiel, waardoor sommige krijgers door Grauwheid worden aangeslagen: ze willen het wit van Gai'shain niet meer afleggen en weigeren de wapens nog op te nemen.
Aiel-woestijn · Altara · Amadicia · Andor · Arad Doman · Arafel · Cairhien · Eilanden van het Zeevolk · Falme · Geldan · Illian · Kandor · Land van de Waanzinnigen · Malkier · Mayene · Morland · Saldea · Seanchan · Shara · Shienar · Tarabon · Tar Valon · Tyr · de Verwording